# Rosowo
Rosowo (niem. Rossow) – osada w Polsce położona w województwie zachodniopomorskim, w powiecie stargardzkim, w gminie Stara Dąbrowa.
Leży 7,5 km na północny wschód od Starej Dąbrowy (siedziby gminy) i 18,5 km na północny wschód od Stargardu (siedziby powiatu). Północna część wsi graniczy z wsią Chlebowo.

## Historia
Na przełomie XV i XVI wieku został wzniesiony późnogotycki kościół pw. św. Katarzyny. Świątynia zbudowana na planie prostokąta z kamieni polnych dekorowana blendami.
Od 1 stycznia 1973 do 1 lipca 1976 w gminie Chociwel jako część sołectwa Kania.
W latach 1975–1998 miejscowość administracyjnie należała do województwa szczecińskiego.